# Xian de Luxi (Yunnan)
Pour les articles homonymes, voir Luxi (homonymie).
Le xian de Luxi (泸西县 ; pinyin : Lúxī Xiàn) est un district administratif de la province du Yunnan en Chine. Il est placé sous la juridiction de la préfecture autonome hani et yi de Honghe.

## Démographie
La population du district était de 362 400 habitants en 1999.